# كورديليا أ. غرين
كورديليا أ. غرين (5 يوليو 1831 - 28 يناير 1905) هي طبيبة أمريكية، وفاعلة خير ومناصرة لحق المرأة في الاقتراع، في شمالي مدينة نيويورك من القرن التاسع عشر. تُعد غرين المديرة المؤسسة لمصحة كاستيل الواقعة في بلدة كاستيل التابعة لنيويورك. نشرت غرين كتابها، البناء الجيد، في عام 1885؛ لتُنشر مراجعتها لهذا الكتاب، فن البقاء بصحة جيدة، بعد مماتها في عام 1906. نُشرت سيرتها الذاتية تحت عنوان قصة حياة وعمل كورديليا غرين، دكتورة في الطب، في عام 1925. سُميت مكتبة كورديليا أ. غرين في كاستيل على شرفها.

## الحياة المهنية

### طبيبة
بعد قضاء فترة قصيرة في مصحة والدها في كاستيل، أصبحت د. غرين عضوة في هيئة مصحة كليفتون سبرينغز لست سنوات. لم تقتصر مهارات غرين على عملها الطبي، بل نجحت أيضًا في السيطرة على مختلف الأمور المتعلقة بالمنزل وإدارتها. كانت غرين في زمالة مع د. فوستر في وجهات نظره الدينية وآمنت بأهمية الجو الروحي القوي كعامل شفائي مهم. ألقت غرين صلوات وتعليقات لا مثيل لها في خدمات كنيسة المصحة.
في صيف 1858، عانت والدة د. غرين من المرض لتُنقل على إثره إلى مصحة كليفتون سبرينغز، حيث لاقت منيتها بعد أشهر من رعاية ابنتها.
بعد وفاة والدها في أكتوبر 1864، ذهبت غرين مع إخوتها وزوجاتهم إلى كاستيل. أثناء مناقشة خططهم المستقبلية، اقترح عليها أحد الأخوة شراء المنزل، «ذا ووتر كيور»، ومواصلة عملها المهني هناك. بعد شرائها حصص إخوتها، في 28 مارس 1865، افتتحت غرين مصحة كاستيل. أجرت غرين بعد ذلك عملتي توسيع على المبنى، وأضافت أيضًا صالة ألعاب رياضية. احتوت أراضي المصحة على أشجار، وشجيرات، وأزهار ونهر. في الذكرى الثانية والثلاثين لمصحة كاستيل، في عام 1897، ساهمت كل من فرانسيس ويلارد، وآنا آدامز جوردون، وإليزابيث بوتنام جوردون وغيرهن في هذا الحدث ما جعله تذكاريًا.
نشرت غرين كتابها بعنوان البناء الجيد: أساس الارتقاء الفردي والمنزلي والوطني؛ حقائق صريحة متعلقة بالتزامات الزواج والأبوة، في عام 1885. لم تجد غرين ما يكفي من الوقت لإعداد كتاب عن الحياة الصحية، الذي لاقت طلبات كثيرة لإعداده. كانت الرحلات الشتوية التي عاشتها غرين في السنوات الأخيرة من حياتها، برفقة إليزابيث غوردون، فرصتها الوحيدة للكتابة. أثناء مكوثها في ألاباما، شعرت غريت بالرضا لاستكمال مراجعة كتاب البناء الجيد التي طال انتظارها. أنهت غرين هذه المراجعة تحت قيود ثقيلة. صرحت غرين: «لقد أغلقت المصحة»، واستكملت قائلة: «بسبب تضحية مالية» وبحثت عن مكان هادئ، حيث بقيت لستة أشهر حتى تتمكن من الكتابة. أمضت غرين أوائل الربيع من عام 1904 في كوخها الخاص، في بروكسايد، بصحبة ابنة اختها د. ماري ت. غرين. لم تر غرين في تلك الفترة أي مريض إلا بغرض الاستشارة، لكنها أعدت مخطوطة لكتابها. نُشر عملها فن البقاء بصحة جيدة: أو النظافة السليمة للبالغين والأطفال بعد مماتها في عام 1906.
كانت غرين زميلة متمتعة بمكانة معتبرة ومعروفة في الجمعية الأمريكية الطبية، والجمعية الطبية لولاية نيويورك وفرع مقاطعة وايومينغ التابع لها، إلى جانب الرابطة الطبية النسائية في غرب نيويورك.